# Pahlaves
El Pahlaves foren un poble esmentat en textos indis antics com el Manu Smriti, diversos Puranes, el Ramayana, el Mahabharata, i el Brhatsamhita. En alguns textos els pahlaves són sinònims del Pal·laves, una dinastia d'Índia del Sud: Mentre el Vayu Purana distingeix entre Pahlava i Pahnava, el Vamana Purana i Matsya Purana es refereixen als dos com Pallava. El Brahmanda Purana i Markendeya Purana es refereixen als dos com Pahlava o Pallava. Bhishama Parava Mahabharata 6.11.66, del Mahabharata tampoc no distingeix entre el Pahlaves i Pal·laves. Es diu que els pahlaves són el mateix que els parasikes (perses). Segons P. Carnegy, els Pahlaves són probablement la gent que parlava paluvi o pehlvi, que era la llengua dels parts. Buhler de manera similar suggereix que Pahlava és una forma índia de Parthava significat 'Pàrtia'. Al segle IV Vartika de Katyayana esmenta el Sakah-Parthavah demostrant una consciència d'aquests Saka-Parts, probablement per mitjà del comerç.

## referències Literàries

### En textos Purànics
Als Pahlaves fan referència diversos textos purànics com Vayu Purana, Brahmanda Purana, Markendeya Purana, Matsya Purana, Vamana Purana, etc.
La llista de Kirfel dels països d'Uttarapatha del Bhuvanakosha localitza els Pahlaves junt amb els tusharas, xinesos, angalaukikes, barbares, kamboges, darades, bahlikes i uns altres països de la divisió Udichya de l'Índia antiga.
El Vayu Purana, Brahamanda Purana i uns quants altres Puranes esmenten el Pahlaves amb les tribus d'Uttarapatha o sigui cap al nord-oest. El text del segle sisè, Markendeya Purana llista els pahlaves, kamboges, darades, bahlikes, barbares, tushares, darades, parades, xinesos, lampakes, etc. com els països de la divisió Udichya (o sigui Uttarapatha), però el 58è capítol del Markendeya Purana també refereix a altres assentaments dels pahlaves i el kamboges i els localitza, als dos específicament, al sud-oest d'Índia com veïns dels països de Sindhu, Sauvira i Anarta (al nord de Saurashtra) països. A més un altre document del sisè segle, el Brhatsamhita de Varaha Mihira, també localitza el regnes de pahlaves i camboges a l'Índia del sud-oest al voltant de Gujarat/Saurashtra.
Els puranes com Vayu també manifesten que Udichya (o sigui Uttarapatha) inclou els pahlaves, parades, gandhares, saces, yavanes, tushares, camboges, khases, lampakes, madhyadesis, vindhyas, aprantes, dakshinatyes, dravides, pulindes, simhales, etc., foren atacats i aniquilats per Kalki a Kaliyuga. I es declara que foren anihilats pel rei Pramiti al final del perìode de Kali segons evidències puràniques.
Segons el Vayu Purana i el Matsya Purana, el riu Chakshu (Oxus o Amu Darya) fluïa a través dels països de pahlaves, tushares, lampakes, parades i saces, etc.

#### Pānca Ganahes o Cinc Hordes
Els Puranas associen els pahlaves amb el camboges, saces, yavanes i parades i tots ells junts com Panca-ganah (Cinc Hordes). Aquestes cinc hordes eren aliades militarment dels Haihaya o Taljunga Kshatriyes de la línia de Yadava i eren principalment responsables del destronament del rei Bahu de Kosala. Més tard, el rei Sagara, fill del rei Bahu, va poder derrotar els Haihayes o Taljunges i a les cinc hordes. Segons els relats purànics, el rei Sagara havia arrabassat als parades i altres membres ben coneguts dels Pānca-gana conegut (els saces, yavanes, kamboges i pahlaves) les terres conquerides als Kshatriya i els havia convertit en els mlechcha. Abans de la seva derrota a mans del rei Sagara, aquestes cinc hordes foren anomenades Kshatriya-pungava (i.e. principals entre els Kshatriyes).

### Al Ramayana
El Balakanda del Ramayana agrupa els Pahlaves amb el saces, Kamboges, Yavanes, Mlechhes i el Kirates i s'hi refereix com aliats militars de vell savi Vasishtha contra el rei vèdic Vishwamitra.
El Kiskindha Kanda del Ramayana associa el pahlaves amb el yavanes, saces, kamboges, parades (varades), rishikes, uttarakurus, etc. i els localitza tots als territoris més enllà de l'Himàlaia o sigui el país Sakadvipa.

### Al Mahabharata

#### A l'Uttarapatha
El Mahabharata testifica que el Pandava-putra Nakula havia derrotat els pahlaves durant la seva expedició occidental. Els reis dels pahlaves eren també presents al sacrifici del rei Yudhishtra.
El Mahabharata també associa els pahlaves amb el saces, yavanes, gandhares, kamboges, tushares, sabares, barbares, etc. i els considera tots com les tribus bàrbares d'Uttarapatha.

#### A l'Udyoga-Parva
Però l'Udyoga-Parva del Mahabharata agrupa els pahlaves amb el saces, parades i els kamboges-rishikes i els localitza tots dins/al voltant de la regió d'Anupa a l'Índia occidental.
Al Mahabharata es pot llegir: "Aquests reis del shakes, pahlaves i darades (en realitat els parades, probablement una equivocació del copista, ja que són els parades i no els darades el grup membre de les Cinc Hordes) i els kamboges Rashikes, són a la part occidental del riu Anupa; aquesta referència implica que seccions del pahlaves, saces, parades i kamboges també estaven situats a l'Índia occidental prop de Saurashtra/Maharashtra.

#### En la Guerra Kurukshetra
Els pahlavas junt amb els saces, kirates, yavanes, etc. es van unir amb el fill de Saradwat, Kripacharya, fort i poderós, i van situar les seves posicions militars a la part nord.

### Al Manusmriti
Al Manusmriti es diu que els pahlaves i unes quantes altres tribus com els saces, yavanes, kamboges, parades, darades, khases, etc. eren originalment nobles Kshatriyes, però posteriorment, a causa de la seva no-observança dels valuosos codis Kshatriya de cavalleria, es van enfonsar gradualment fins a l'estatus de mlechches.

### Al Drama Mudrarakshas
El drama budista Mudrarakshas de Visakhadutta i els treballs del jainista Parisishtaparvan, es refereixen a l'aliança de Chandragupta amb el rei de l'Himàlaia Parvatka. Aquesta aliança himalaica va donar a Chandragupa un exèrcit prou poderós compost constituït per les marcials tribus marcials de frontera com els saces, kamboges, yavanes, parasikes (pahlaves), bahlikes, etc. (predominantment un exèrcit iranià) que va utilitzar per derrotar els successors grecs d'Alexandre el Gran i als governants Nanda de Magadha, i que així Chandragupta va establir el seu Imperi Maurya a l'Índia del nord.

### Al Brihat-Katha-Manjari
El Brihat-Katha-Manjari del Kshmendra refereix que al voltant del 400 el rei gupta Vikramaditya (Chandragupta II) "havia "alleugerit la terra sagrada dels bàrbars" com els saces, mlecches, kamboges, yavanes, tushares, parasikes, hunes, etc. anihilant completament aquesta "gent desbocada" (o infidel o poc recta)

### Al Kavyamimamsa
Al segle x, Kavyamimamsa de Pt Raj Shekhar, encara llista junts als saces, tushares, vokanes, hunes, kamboges, bahlikes, pahlaves, tanganes, turukshes, etc. i diu que eren tribus localitzades a la divisió Uttarapatha.